# وحدة تحقيق الاستقرار (المملكة المتحدة)
وحدة تحقيق الاستقرار هي وحدة حكومية تابعة لحكومة المملكة المتحدة، يحكمها مجلس الأمن القومي، وتهدف إلى دعم الدول الهشة والدول الخارجة من الصراع، حيث يكون التعاون الوثيق بين الوكالات الدولية والجيش والموظفين المدنيين أمرًا ضروريًا.
وحدة تحقيق الاستقرار، التي تم تشكيلها في عام 2007 من وحدة إعادة الإعمار بعد انتهاء الصراع، تؤدي وظيفة مماثلة وتعمل بشكل وثيق مع مؤسسات مثل فريق عمل الاستقرار وإعادة الإعمار (كندا)، ومكتب عمليات الصراع وتحقيق الاستقرار (الولايات المتحدة الأمريكية).
منذ عام 2015، تم تمويل الوحدة من خلال صندوق الصراع والاستقرار والأمن وتُدار من خلال مجلس الأمن القومي. قبل عام 2015، كانت تخضع لسيطرة مشتركة من قبل وزارة الخارجية وشؤون الكومنولث ووزارة التنمية الدولية ووزارة الدفاع.

## الأنشطة
أهداف الوحدة هي:
- منع أو احتواء الصراع العنيف
- حماية الناس والأصول والمؤسسات الرئيسية
- تعزيز العمليات السياسية التي تؤدي إلى مزيد من الاستقرار
- الاستعداد للتنمية طويلة المدى ومعالجة أسباب الصراع

### المواقع
قدمت الوحدة المشورة أو المساعدة لدول مختلفة في أزمات، بما في ذلك:
- أفغانستان: ساعدت الوحدة الخاصة في مجموعة متنوعة من المشاكل في ولاية هلمند.[10][11]
- جمهورية الكونغو الديمقراطية: يعمل مستشار للوحدة مع بعثة منظمة الأمم المتحدة في جمهورية الكونغو الديمقراطية منذ عام 2008.[12]
- هايتي: مساعدة السجون في هايتي بعد الزلزال عام 2010.[13]
- العراق: ساعدت الوحدة الخاصة فريق إعادة إعمار المحافظات في البصرة،[14] وساعدت في إعادة بناء قدرات الشرطة.[15]
- السودان: المساعدة في مشاركة المجتمع المدني عبرَ أربعة استشاريين في دارفور.[16]
- كوسوفو ومولدوفا والصومال واليمن وباكستان: ساعدت الوحدة في بناء استراتيجيات لمساعدة هذه البلدان.[17][18]

## الناس
تقوم الوحدة الخاصة بتجنيد موظفي الخدمة المدنية في كادر استقرار الخدمة المدنية (CSSC)، كما تقوم الوحدة بتجنيد المدنيين. تم إطلاق مجموعة الاستقرار المدني في المملكة المتحدة (CSG) في شباط/فبراير 2010. تحتفظ الوحدة الخاصة بمجموعة مرنة ومتنوعة من الخبراء المدنيين الذين يمكن نشرهم لمساعدة الدول الأخرى للمساعدة في بناء السلام والأمن.

## روابط خارجية
- وحدة الاستقرار - المملكة المتحدة